# Matthew Bright
Matthew Bright (1952. június 8. –) amerikai filmrendező, forgatókönyvíró és színész. 

## Élete és pályafutása
Első filmes munkája – forgatókönyvíróként és színészként – Richard Elfman Tiltott zóna című 1980-as zenés fantasyfilmjében volt, egy ikerpár tagjait alakítva.
Ezt követőe a Pokolsztráda (1996) cimű film írója és rendezője volt. 1999-ben közvetlen videóra kiadott Freeway II: Confessions of a Trickbaby című folytatását is ő készítette.
Utolsó filmje, a Kisördögök 2003-ban jelent meg. Bright eredeti verziója 150 perces volt, de producerei a beleegyezése nélkül 90 percesre rövidítették. Bright a 2004-es Sundance Filmfesztivál színpadán hevesen kritizálta a producereket döntésükért. A produkció negatív fogadtatása után Bright nem rendezett több filmet.

## Filmográfia
| Év   | Magyar cím     | Eredeti cím                            | Feladatkör | Feladatkör | Megjegyzések                        |
| Év   | Magyar cím     | Eredeti cím                            | Rendező    | Író        | Megjegyzések                        |
| ---- | -------------- | -------------------------------------- | ---------- | ---------- | ----------------------------------- |
| 1980 | Tiltott zóna   | Forbidden Zone                         | Nem        | Igen       | színész: Squeezit és René Henderson |
| 1988 |                | Wildfire                               | Nem        | Igen       |                                     |
| 1992 | Fegyvermánia   | Guncrazy                               | Nem        | Igen       |                                     |
| 1994 | Zsugorfejek    | Shrunken Heads                         | Nem        | Igen       |                                     |
| 1994 |                | Dark Angel: The Ascent                 | Nem        | Igen       |                                     |
| 1996 | Pokolsztráda   | Freeway                                | Igen       | Igen       |                                     |
| 1998 | Vámpírok harca | Modern Vampires                        | Nem        | Igen       | tévéfilm                            |
| 1999 |                | Freeway II: Confessions of a Trickbaby | Igen       | Igen       |                                     |
| 2002 | Ted Bundy      | Ted Bundy                              | Igen       | Igen       |                                     |
| 2002 |                | Schwaz                                 | Igen       | Nem        |                                     |
| 2003 | Kisördögök     | Tiptoes                                | Igen       | Igen       |                                     |

## Fordítás
Ez a szócikk részben vagy egészben  a   Matthew Bright című angol Wikipédia-szócikk ezen változatának fordításán alapul.  Az eredeti cikk szerkesztőit annak laptörténete sorolja fel. Ez a jelzés csupán a megfogalmazás eredetét és a szerzői jogokat jelzi, nem szolgál a cikkben szereplő információk forrásmegjelöléseként.